# Cercopithecus erythrogaster
Cercopithecus erythrogaster là một loài động vật có vú trong họ Cercopithecidae, bộ Linh trưởng. Loài này được Gray mô tả năm 1866.

## Hình ảnh

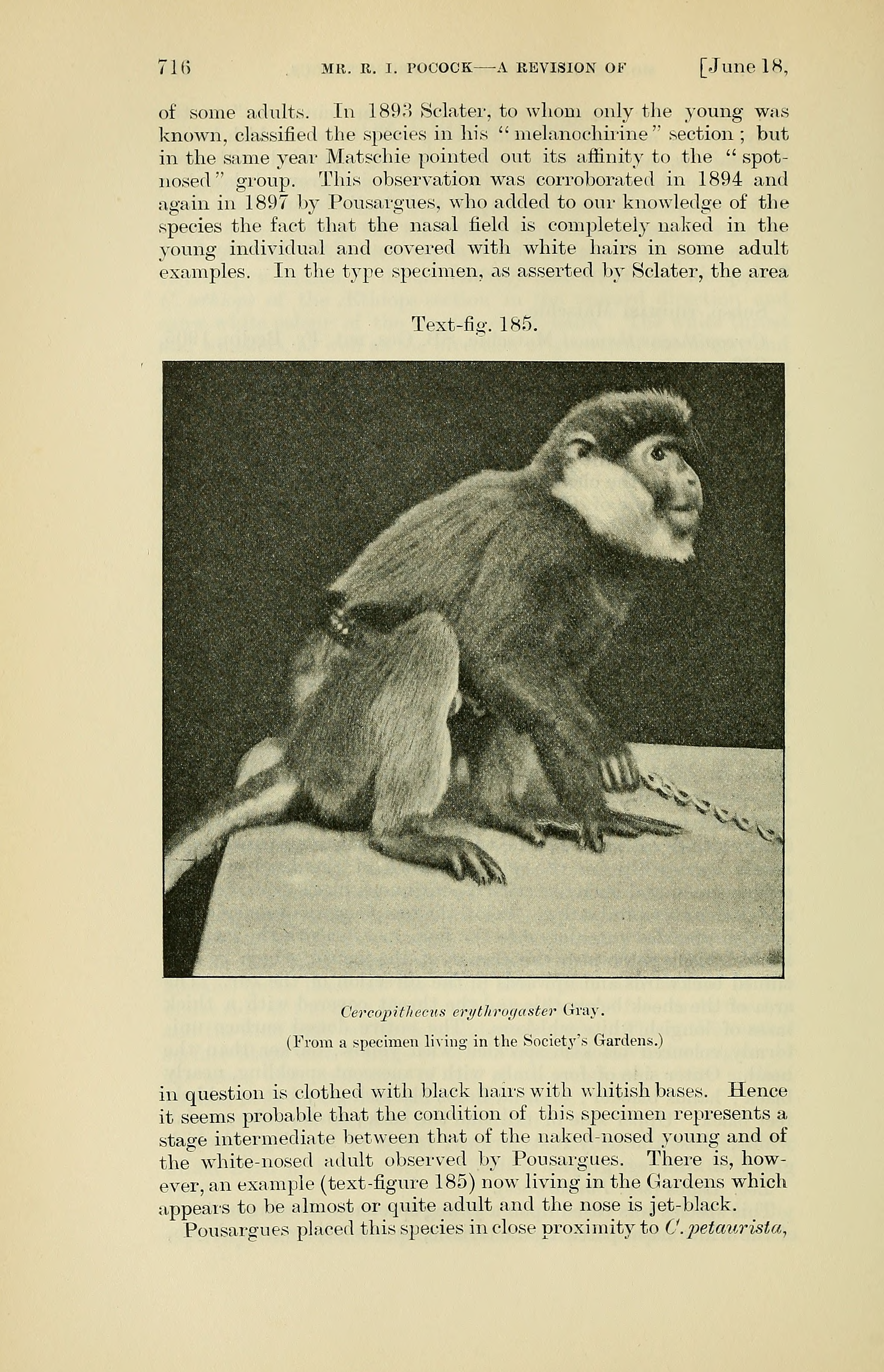
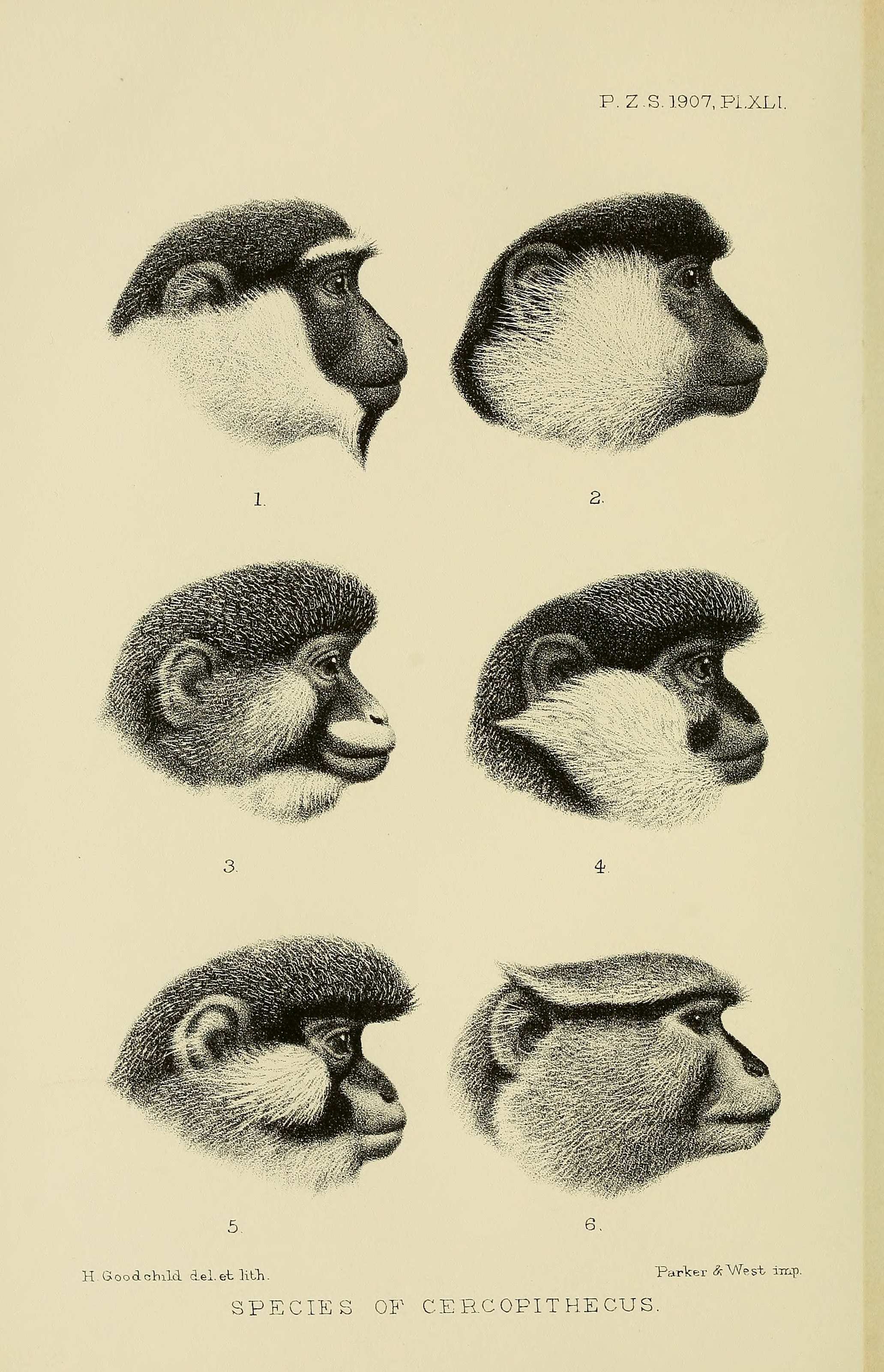